# Trichomanes resinosum
Trichomanes resinosum là một loài thực vật có mạch trong họ Hymenophyllaceae. Loài này được R.C. Moran mô tả khoa học đầu tiên năm 2000.